# 110号線 (チェコ)
チェコ国鉄110号線、別名クラルピ・ナド・ヴルタヴォウ～ロウニ線（チェコ語:Železniční trať Kralupy nad Vltavou – Louny）は、チェコ国鉄の鉄道線の名称である。
ポドレシーン～ロウニ間は、1872年から1873年にかけて、プラハ・ドゥフツォフ鉄道により開業した。その後、1882年から1884年にかけて、クラルピ～ズヴォレニェヴェス間がオーストリア国有鉄道により開業した。両者はチェコ国鉄に併合され、最後のズヴォレニェヴェス～ポドレシーン間がチェコ国鉄により開業した。プラハとモスト・テプリツェ方面を結ぶ路線として開業したが、現在その役割は090号線が担っている。

## 運行形態

### 快速「スピェシニー(Sp)」
- プラハ - クラルピ - スラニー　【平日運行】
平日のみ、一日1往復運行する。プラハ～クラルピ～ロウニ間の運行で090号線に直通し、ほぼ各駅に停車する。
2017年以前は、プラハ - ロウニ間の運行であった。休日もプラハ～クラルピ～ロウニ～モスト間の運行で090号線・126号線に直通し、主要駅のみに停車していた。2018年度より平日の各駅停車（ただしクラーロヴィツェ通過）のみの運行となり、2024年度より、スラニー以北の運行が取りやめられた。

### 普通
- クラルピ - スラニー ( - ロウニ)
1～2時間に1本の運行。ほとんどがクラルピ～スラニー間の運行で、スラニー～ロウニ間は一日4往復の運行となる。なお、半数程度の便が、クラルピで090号線プラハ方面特急に接続する。
2023年度以前は、スラニー以北でも2-4時間に1本程度運行していた。

- ツィクロフラーチェク号：　プラハ - スラニー ( - ズロニツェ)　【土曜・休日運行】
土曜・休日のみ、一日2往復の運行。スラニー以南は121号線に直通する。春・夏のみ月に1回、1往復がズロニツェまで直通し、クラーロヴィツェには停車しない。プラハ～スラニー間は、クラルピ経由と比べて距離が長く、所要時間も長くかかる。なお、秋・冬は愛称無しで運行される。
過去の運行形態
2015年度以前は、全列車スラニー止まりで、また春・夏のみの運行であった。
2016年に、月に1往復、ズロニツェへの直通を開始した。
2018年度以降、秋・冬もスラニー以南で運行する様になった。
2019-22年度に限り、春・夏のズロニツェ直通が2週間に1回に増発していた。

- 過去の運行系統
  - スラニー - ズロニツェ - ストラシコフ　【春・夏の土曜・休日運行】
季節限定で、一日2往復の運行していた。ズロニツェ以北は095号線に直通していた。ズロニツェ行の1本のみ、クラーロヴィツェを通過していた。
2021年に限り運行していた。

## 駅一覧
以下では、チェコ国鉄110号線の駅と営業キロ、停車列車、接続路線などを一覧表で示す。
- 種別
  - Sp：快速
  - Os：普通
- 停車駅
  - ■印：全列車停車
  - ●印：平日停車、休日通過
  - ｜印：全列車通過

| 路線名 | 駅名                                                   | 駅間営業キロ | 累計営業キロ           | 累計営業キロ    | Sp | Os | 接続路線                                                                                               | 所在地         | 所在地           |
| ------ | ------------------------------------------------------ | ------------ | ---------------------- | --------------- | -- | -- | --- | -------------- | ---------------- |
| 110    | クラルピ・ナド・ヴルタヴォウ駅                         |              | クラルピ郊外駅から 2.5 |                 | ■  | ■  | 090号線（ウースチー方面） 091号線（プラハ方面）、092号線（ネラトヴィツェ方面） 093号線（クラドノ方面） | 中央ボヘミア州 | ムニェルニーク郡 |
| 110    | クラルピ・ナド・ヴルタヴォウ郊外駅                     | 2.5          | 0.0                    |                 | ■  | ■  | 111号線（ヴェルヴァリ方面）                                                                            | 中央ボヘミア州 | ムニェルニーク郡 |
| 110    | ゼムニェヒ駅                                           | 1.2          | 1.2                    |                 | ■  | ■  | | 中央ボヘミア州 | ムニェルニーク郡 |
| 110    | オロヴニツェ駅                                         | 1.6          | 2.8                    |                 | ■  | ■  | | 中央ボヘミア州 | ムニェルニーク郡 |
| 110    | ネウムニェルジツェ駅                                   | 2.4          | 5.2                    |                 | ■  | ■  | | 中央ボヘミア州 | クラドノ郡       |
| 110    | カメンニー・モスト・ウ・クラルプ・ナド・ヴルタヴォウ駅 | 0.8          | 6.0                    |                 | ■  | ■  | | 中央ボヘミア州 | クラドノ郡       |
| 110    | ズヴォレニェヴェス駅                                   | 1.9          | 7.9                    |                 | ■  | ■  | | 中央ボヘミア州 | クラドノ郡       |
| 110    | ポドレシーン駅                                         | 2.5          | 10.4                   | プラハから 48.0 | ■  | ■  | 121号線（ホスチヴィツェ方面）                                                                          | 中央ボヘミア州 | クラドノ郡       |
| 110    | スラニー郊外駅                                         | 4.1          | 14.5                   | 52.1            | ■  | ■  | | 中央ボヘミア州 | クラドノ郡       |
| 110    | スラニー駅                                             | 2.8          | 17.3                   | 54.9            | ■  | ■  | | 中央ボヘミア州 | クラドノ郡       |
| 110    | クラーロヴィツェ・ウ・ズロニツ駅                       | 5.1          | 22.4                   | 60.0            |    | ●  | | 中央ボヘミア州 | クラドノ郡       |
| 110    | ズロニツェ駅                                           | 4.7          | 27.1                   | 64.7            |    | ■  | | 中央ボヘミア州 | クラドノ郡       |
| 110    | パーレチェク駅                                         | 3.7          | 30.8                   | 68.4            |    | ■  | | 中央ボヘミア州 | クラドノ郡       |
| 110    | クロブキ・ヴ・チェハーフ駅                             | 2.8          | 33.6                   | 71.2            |    | ■  | | 中央ボヘミア州 | クラドノ郡       |
| 110    | ヴルビチャニ駅                                         | 2.0          | 35.6                   | 73.2            |    | ■  | | 中央ボヘミア州 | クラドノ郡       |
| 110    | テルツェ駅                                             | 2.1          | 37.7                   | 75.3            |    | ■  | | ウースチー州   | ロウニ郡         |
| 110    | ペルツ駅                                               | 3.2          | 40.9                   | 78.5            |    | ■  | | ウースチー州   | ロウニ郡         |
| 110    | ヴルブノ・ナド・レスィ駅                               | 4.6          | 45.5                   | 83.1            |    | ■  | | ウースチー州   | ロウニ郡         |
| 110    | チートリビ駅（休止中）                                 | (7.9)        | (53.4)                 | (91.0)          |    | ｜ | | ウースチー州   | ロウニ郡         |
| 110    | フルムチャニ・ウ・ロウン駅                             | (1.9) 9.8    | 55.3                   | 92.9            |    | ■  | | ウースチー州   | ロウニ郡         |
| 110    | ロウニ駅                                               | 3.1          | 58.4                   | 96.0            |    | ■  | 114号線（リーパ方面、ポストロプルティ方面） 126号線（モスト方面、ラコヴニーク方面）                    | ウースチー州   | ロウニ郡         |